# Rożki 1
Rożki 1 (biał. Ражкі 1; ros. Рожки 1), Rożki I, Rożki Wielkie – wieś na Białorusi, w obwodzie grodzieńskim, w rejonie świsłockim, w sielsowiecie Świsłocz.
W dwudziestoleciu międzywojennym miejscowość leżała w Polsce, w województwie białostockim, w powiecie wołkowyskim, w gminie Świsłocz. 16 października 1933 utworzono gromadę Rożki w gminie Świsłocz. Po II wojnie światowej weszła w struktury ZSRR.